# Paus Gregorius VIII
Gregorius VIII, geboren als Alberto de Morra (Benevento, ca. 1100 - Pisa, 17 december 1187) was de 172e paus.
Hij werd in 1155 kardinaal en kreeg in 1158 de titelkerk San Lorenzo in Lucina. Op 21 oktober 1187 werd hij tot opvolger van paus Urbanus III gekozen, maar hij stierf al kort daarna. Zijn opvolger was Clemens III.
Cursief: tegenpaus